# Vladimir Anzulović
Vladimir Anzulović (Zagabria, 6 febbraio 1978) è un allenatore di pallacanestro ed ex cestista croato, fino al 1991 jugoslavo.

## Biografia
È il fratello di Dražen Anzulović, a sua volta cestista.

## Palmarès

### Giocatore
- Coppa di Croazia: 1

Zara: 2007

### Allenatore
- Coppa di Slovenia: 1

Krka Novo Mesto: 2016